# 塞尔巴赫 (巴登-符腾堡州)
塞爾巴赫（德语：Seelbach）是德國的城鎮，位於該國西南部，由巴登－符騰堡州負責管轄，面積29.9平方公里，海拔高度286米，2011年人口4,954，人口密度每平方公里166人。

## 地理位置
塞尔巴赫位于拉尔东南部舒特山谷黑森林的西部边缘。

### 邻近社区
以下城镇与 Seelbach 接壤。它们从北部开始按顺时针方向排列：弗里森海姆、比伯拉赫、舒特塔尔、埃滕海姆、基彭海姆和拉尔。

### 行政区
有三个行政区，Seelbach、Wittelbach 和 Schönberg。

## 政府
在2009年6月的最后一次选举后，镇议会由18个席位组成。成员属于以下政党。市长由公民选举产生，任期8年。他也是镇议会的负责人。

## 外部連結
- Official website （页面存档备份，存于）